# Estación Libre
Estación Libre es un grupo activista fundado en 1997 con base en Los Ángeles, California, que funciona en solidaridad con el EZLN en San Cristóbal de las Casas, Chiapas, México. Fue fundado específicamente para fortalecer "las conexiones entre las comunidades negras (en los Estados Unidos) con las comunidades zapatistas". 
Están motivados en que el movimiento de solidaridad internacional es mayoritariamente blanco, lo que realza la importancia de enlazar comunidades negras estadounidenses enviando brigadas hacia las comunidades indígenas de Chiapas, para trabajar en conjunto y construir lazos solidarios. 
- Estación Libre

- Datos: Q3394728